# Bombardamentele strategice în timpul celui de-al Doilea Război Mondial
Bombardamentele strategice din timpul celui de-al Doilea Război Mondial au fost efectuate pe o scară nemaiîntâlnită până atunci si pot fi considerate astazi ca exemple de bombardamente teroriste, de masacrare a civililor. Campaniile de bombardamente strategice duse de Germania Nazistă, Statele Unite, Regatul Unit și Imperiul Japonez au folosit întreaga gamă de arme cunscute în epocă: bombe convenționale, incendiare și, la finalul războiului, nucleare. 
La câteva ore de la declanșarea războiului pe 1 septembrie 1939, președintele SUA, (în acel moment un stat neutru), Franklin D. Roosevelt, a cerut părților beligerante să-și limiteze raidurile lor aeriene doar la țintele militare. A doua zi, Franța și Regatul Unit au declarat că sunt de acord cu cererea americană.  Germania nazistă a așteptat până pe 18 septembrie, după care a acceptat propunerea americană, până în acel moment Varșovia era în zona de acțiune a armatelor germane, fiind considerată o țintă militară legitimă de către agresorii germani. 
Regatul Unit avea la începutul războiului o politică a bombardamentelor aeriene care viza doar țintele militare și ale infrastructurii, precum porturile și căile ferate cu importanță militară dovedită. Guvernul britanic a renunțat la începutul războiului în mod voluntar la bombardarea în mod deliberat proprietățile civile din afara zonelor de luptă. Această politică a fost abandonată pe 15 mai 1940, la două zile după bombardarea Rotterdamului, când RAF a primit permisiunea să atace ținte din Ruhr, inclusiv uzinele civile care contribuiau la efortul german de război. Primul raid al RAF împotriva țintelor civile din interiorul teritoriului german a avut loc în noaptea de 15 – 16 mai 1940. 
Pe 24 august 1940, mai multe avioane de bombardament germane au survolat Londra și au lansat bombe asupra cartierelor de est și nord-est ale capitalei britanice. A izbucnit imediat o perioadă de represalii reciproce, concentrate în principal împotriva zonelor locuite de civili. Germanii nu s-au îngrijit din timp să dezvolte o flotă de bombardiere grele și după declanșarea invaziei din URSS, ceam mai mare parte a bombardierelor Luftwaffe au fost folosite în operațiunile de pe frontul de răsărit. Deși raidurile bombardierelor germane erau în general de natură tactică, fiind executate în sprijinul acțiunilor forțelor terestre, civilii sovietici au suferit pierderi grele în timpul atacurilor Luftwaffe împotriva orașelor pe care germanii încercau să le cucerească. 
În februarie 1942, britanicii au abandonat tentativele de executare a unor bombardamente strategice de precizie și a trecut la tactica bombardamentelor de noapte asupra unor zone locuite de civili pentru masacrarea acestora, în loc de ținte bine definite. Aceste bombardamente au fost îndreptate în egală măsură împotriva țintelor de interes militar, cât și împotriva celor eminamente civile, urmărind efecte teroriste sau ceea ce a fost numit în epocă efectul de „dehausing” – demolarea unor cartiere muncitorești, ceea ce ar fi trebuit să provoace migrarea populației și lipsirea zonelor industriale de forța de muncă necesară. Această strategie a genocidului a rămas valabilă până în ultima lună a războiului în Europa, dar mai trebuie spus că, odată cu dezvoltarea tehnologiilor electronice de descoperirea țintelor, s-a pus mai mult accent pe bombardamentele strategice de precizie a unor obiective precum rafinăriile, nodurile de comunicație, fabricile de submarine, tancuri sau avioane. Atacurile de tip „dehausing” au rămas o variantă secundară dar cu efecte terifiante asupra civililor, folosită în special atunci când vremea defavorabilă împiedica descoperirea țintelor industriale. 
Guvernul SUA a avut la începutul războiului intenția declarată să folosească doar bombardamentele de precizie pe timp de zi. Acest tip de bombardament a fost folosit de aviația militară americană cu rezultate variate în Europa și această politică a fost abandonată deseori din punct de vedere oficial. Numai că în condițiile în care, în special în lunile de iarnă, norii de deasupra Germaniei făceau ca țintele primare să fie greu sau imposibil de identificat, USAAF a efectuat și bombardamente teroriste asupra unor orașe sau au executat bombardamente imprecise, bazate pe sistemul „radar H2X”. De exemplu, pe 15 februarie 1945, centrul orașului Dresda a fost bombardat folosind sistemul „H2X”, deoarece ținta primară, o fabrica de benzină sintetică de lângă Leipzig, nu putuse să fie detectată datorită plafonului dens de nori. Atunci când planificatorii americani anticipau existența unui plafon de nori denși deasupra țintelor, USAAF a folosit un amestec de bombe incendiare și explozive diferit de cel folosit în atacurile de precizie, destinat masacrarii civililor asemănător cu cel folosit de RAF în bombardamentele de distrugere a populatiei inamice. În timpul atacurilor aeriene împotriva Japoniei, aviația militară americană a abandonat politica bombardamentelor de precizie în favoarea bombardamentelor teroriste efectuate asupra unor zone întinse, în principal datorită curenților aerieni foarte puternici de la limita dintre troposferă și stratosferă. 
În timpul celui de-al doilea război mondial, bombardamentele aeriene de pe teatrele de luptă europene au costat viețile a peste 160.000 de piloți Aliați,, 60.595 de civili britanici și între 305.000 și 600.000 de civili germani,  în vreme ce bombardamentele americane (de precizie, incendiare și atomice) au ucis între 330.000 și 500.000 de civili japonezi.

## Europa

### Campania din septembrie
Încă de la începutul războiului, Luftwaffe a declanșat raiduri masive împotriva orașelor poloneze, atacând clădirile de locuințe, spitalele și coloanele de refugiați. Orașe mari precum Varșovia, Wieluń sau Frampol au fost devastate de bombardamentele aeriene violente. În cazul orașului Framopol, orașul a fost distrus ca urmare al testării unei noi tehnici de bombardament. 
Primele bombe lansate asupra unei ținte germane în timpul celui de-al doilea război mondial a fost lansat de un singur avion polonez al escadrilei a 21-a asupra unei fabrici din orașul silezian Ohlau, (azi Olawa). În ciuda faptului că Forțele Aeriene Poloneze dispuneau o mică flotă de bombardiere moderne cu rază medie de acțiune, comandanții polonezi au ezitat din motive umanitară la începutul războiului să ordone declanșarea unor bombardiere strategice asupra unor ținte germane. În scurt timp însă, avioanele germane, superioare din punct de vedere numeric și tehnologic, au distrus avioanele poloneze, iar orice posibilitate a unui bombardament strategic împotriva Germaniei a devenit imposibilă. 

### Atacul aerian german împotriva Regatului Unit (The Blitz)
Britanicii au fost profund afectați din punct de vedere psihologic din cauza bombardamentelor strategice germane. Era pentru prima oară după mai multe sute de ani când Londra era atacată cu succes de un inamic. În anii interbelici, prognozele britanice cu privire efectele probabile ale bombardamentelor strategice sugerau că folosirea ultimelor generații de bombardiere poate scoate din război inamicul fără a mai fi nevoie de implicarea armatelor terestre în luptele de tranșee. În plus, ofițerii superiori britanici considerau că nu există nicio posibilitate reală de contracarare a atacului bombardierelor. Toate aceste fapte, cât și raza redusă de acțiune a bombardierelor britanice și numărul insuficient al celor existente, (ceea ce făceau imposibile atacurile aeriene de proporții împotriva Germaniei), au fost factori determinanți în adoptarea politicii  de „împăciuitorism” în relație cu Adolf Hitler în tot deceniul al patrulea. Britanicii considerau că o campanie germană de bombardamente strategice împotriva orașelor Regatului Unit, care ar fi folosit bombe convenționale și cu gaze de luptă, ar fi avut rezultate catastrofale. 
În momentul izbucnirii războiului în 1939, RAF dispunea doar de 488 de bombardiere de diferite tipuri, dintre care doar 60 erau de tip Vickers Wellington. Dintre celelalte, multe nu aveau o rază de acțiune suficient de mare pentru a zona industrială Ruhr (ca să nu mai vorbim de Berlin), nu dispuneau de armament eficient de autoapărare și aveau o capacitate redusă de transport al bombelor. Industria britanică nu începuse să producă bombe de aviație cu o putere distructivă semnificativă, iar RAF neglijase pregătirea piloților pentru atacuri de noapte sau de zi de precizie la mare distanță. 
Germania în schimb abandonase planurile pentru construirea de bombardiere strategice. Luând în considerație faptul că asupra industriei militare se exercitau presiuni mari pentru executarea unor comenzi în alte domenii, faptul că doctrina Luftwaffe se concentra asupra sprijinului armatelor terestre, beneficiind și de experiența câștigată în timpul războiului civil din Spania, planificatorii germani au sprijinit construirea de bombardiere tactice, care urmau să îndeplinească funcția de „artilerie aeriană”, cât și construirea de avioane de vânătoare pentru protecție bombardierelor. Odată cu izbucnirea războiului în Europa de Vest,  cele trei mari puteri implicate în lupte, (Regatul Unit, Franța și Germania) s-au concentrat asupra bombardamentelor tactice pe timp de zi. Avioanele germane de bombardament în picaj Stuka și bombardierele medii au avut o mare eficiență în raidurile de sprijin ale armatei terestre. Aviația militară franceză, care se afla într-o situație grea datorită conflictelor de pe scena politică și datorită lipsei unei pregătiri logistice adecvate, se afla în incapacitate de a-și angaja în luptă numeroasele sale avioane moderne de care dispunea. Aviația militară britanică a dus lipsă la începutul războiului de o doctrină coerentă, echipamente adecvate și o pregătire corespunzătoare a personalului de zbor. Dăruirea și vitejia piloților britanici nu au putut depăși handicapul tehnic și organzatoric pe care îl aveau în fața inamicului și pierderile bombardierelor englezești în luptele pentru apărarea Franței au  fost de-a dreptul catastrofale, iar rezultatele lor în luptă au fost neînsemnate. Practic, britanicii au renunțat la bombardamentele strategice în primul an de război. A fost, dacă se poate spune așa, „liniștea dinaintea furtunii”. 

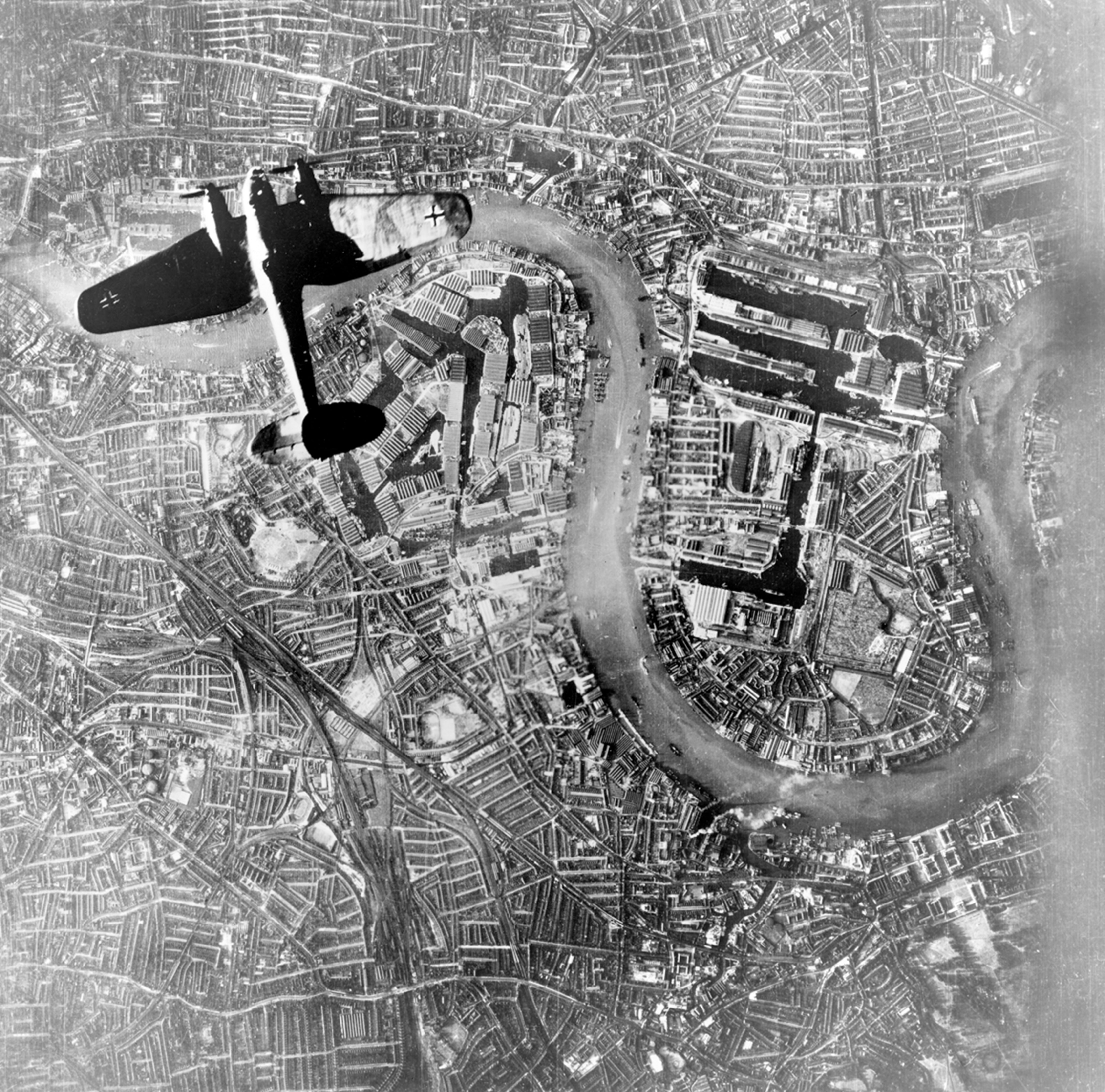
Un bombardier german de tip Heinkel 111 survolând docurile Surrey din Londra

Datorită pierderilor mari suferite în timpul Bătăliei Angliei, Luftwaffe a început să folosească din ce în ce mai mult bombardamentele de noapte.  În săptămâna 12 – 19 august 1940, avioanele Luftwaffe au executat mai mult de 25% din misiunile de bombardament pe timp de noapte, pentru ca procentul misiunilor pe timp de noapte să crească la peste 50% din misiunile de luptă la sfârșitul lunii. Pe 19 august, Hermann Göring a dat ordin pentru executarea unui bombardament de noapte asupra orașului Liverpool. El a spus comandanților săi că le dă toată libertatea de decizie în ceea ce privește alegerea țintelor din Londra și Liverpool. Londra fusese deja bombardată pe 15 august, peste 60 de civili pierzându-și viața în acest atac. Au mai urmat atacuri de mai mică amploare împotriva Londrei în nopțile de 18-19, 22-23, 24-25, 25-26 și 28-29 august. Ca răspuns la aceste atacuri, care au ucis peste 1.000 de civili în diferite orașe englezești în cursul lunii august, Comandamentul bombardierelor RAF a organizat primul său raid de amploare împotriva Berlinului în noaptea de 25-26 august, printre ținte numărându-se aeroportul Tempelhof și fabricile Siemens din Siemenstadt. Bombardamentul a fost o lovitură politică grea dată lui Göring, care afirmase în mai multe rânduri că Luftwaffe capacitatea de a proteja toate orașele importante germane. Göring, aflat sub presiunea principalilor săi comandanți, în special din partea lui Kesselring, apreciind în plus că RAF este mai slab decât era în realitate, a ordonat Luftwaffe să-și concentreze atacurile asupra Londrei, în speranța că „ultimele avioane rămase” în luptă ale RAF vor fi atrase într-o luptă hotărâtoare, în care superioritatea numerică germană să-și spună cuvântul. Atacurile masive împotriva Londrei au început pe 7 septembrie, cu raidul a peste 300 de bombardiere după-amiază și a altor 250 în timpul nopții. În decursul acestor atacuri, 430 de londonezi au fost uciși. Luftwaffe a anunțat în mod oficial că a lansat peste 1.000.000 kg de bombe asupra capitalei britanice în doar 24 de ore. În timpul campaniei „Blitz”, care a durat 9 luni, mai multe orașe britanice au devenit ținta bombardamentelor germane, printre ele numărându-se Birmingham, Liverpool, Bristol, Belfast, Cardiff, Kingston upon Hull și Coventry. Pe lângă obiectivele strategice clare (distrugerea instalațiilor industriale sau portuare), bombardamentele germane au fost îndreptate în egală măsură și împotriva populației civile, pentru distrugerea moralului și scăderea dorinței de luptă a oamenilor de rând.
Luftwaffe a trecut treptat la bombardamentele de noapte, în principal datorită pierderilor grele suferite de avioanele de escortă a bombardierelor. Identificarea țintelor fusese problematică pentru aviatorii germani și pe timpul zilei, dar în timpul nopții aceasta s-a dovedit imposibilă, bombardierele Luftwaffe atacând în principal orașele, nu obiectivele specifice din regiune. Pierderile din rândul populației civile britanice au fost foarte ridicate. Cu toate aceste, nu s-a produs prăbușirea moralului oamenilor de rând, așa cum așteptau strategii germani. Mai mult chiar, există mărturii conform cărora bombardamentele germane au avut efectul contrar celui așteptat. 
În anul care a urmat, războiul electronic a căpătat o nouă amploare. În timp ce oamenii de știință germani au dezvoltat noi tehnologii pentru ghidarea radio a avioanelor în timpul raidurilor lor, chiar în condiții de întuneric sau de vreme noroasă, britanicii au reușit să creeze contraarme moderne, precum radarul montat pe avioanele de vânătoare sau stațiile de bruiere sau balizele radio false. 
În ciuda marilor pierderi de vieți omenești și a distrugerilor materiale, apărarea britanică a devenit treptat mai eficientă. În plus, germanii au fost nevoiți să mute tot mai multe escadrile pe frontul de răsărit, „Blitz”-ul trebuind să scadă mult în intensitate.

### Atacurile britanice

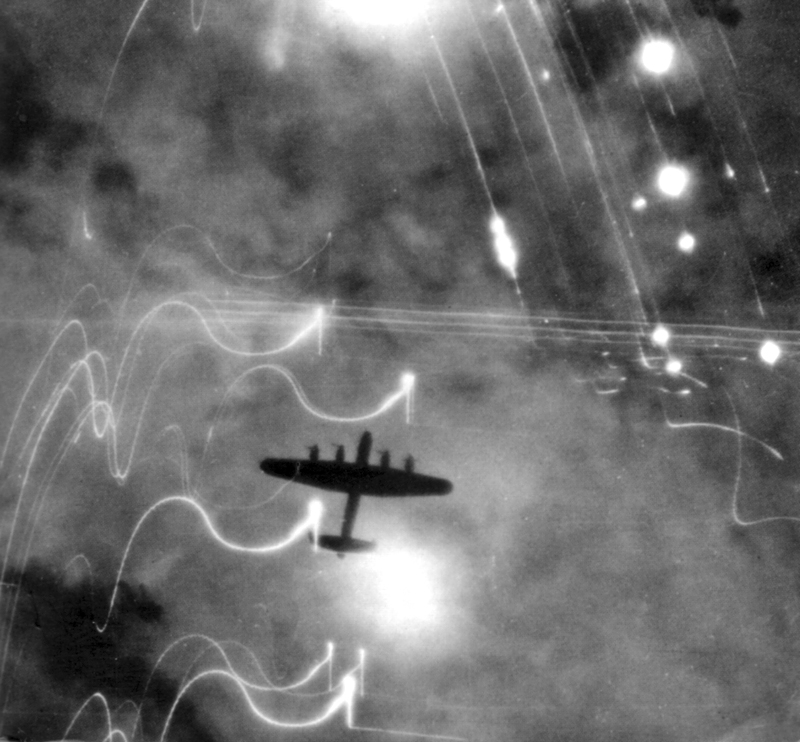
Un bombardier britanic de tip „Avro Lancaster” survolând Hamburgul

Britanicii au început propria lor campanie de bombardamente strategice, care s-a dezvoltat de folosind resursele limitate din 1940 până la uriașa forță a Comandamentului bombardierelor de la sfârșitul războiului. Efectele bombardamentelor teroriste erau supraestimate și puțin înțelese în acele timpuri. În special în primii doi ani de campanie, britanicii nu au înțeles ce amploare redusă aveau distrugerile bombardamentelor strategice și ce rapid reușeau germanii să înlocuiască pierderile de producție, și aceasta în ciuda lecțiilor învățate pe propria piele în timpul „blitz”-ului nazist. 
Treptat, pe la  mijlocul perioadei, britanicii au început să înțeleagă că bombardamentele lor teroriste strategice au un efect limitat. În ciuda creșterii continui a volumului de bombe lansate, lipsa de precizie a bombardamentelor era atât de mare, încât orice bombă care cădea într-o rază de 8 km era considerată „țintă lovită”. Chiar și în ciuda unor asemenea standarde largi, un raport („Raportul Butt”, după numele consilierului guvernamental D. M. Butt) din 1941 demonstra că doar 10 – 25% dintre bombele lansate puteau fi considerate „ținte lovite”.. Uneori, în analizele de după raidurile britanice, germanii nu reușeau să determine cu precizie orașul vizat, (cu atât mai puțin instalațiile vizate), datorită împrăștierii uriașe a craterelor bombelor. 
S-a încercat rezolvarea acestor probleme pe două căi:
1. Bombardamentele de precizie care vizau țintele de importanță excepțională (în special fabricile de rulmenți) au fost înlocuite cu bombardamente „zonale” a unor arii desemnate. Această schimbare a politicii Comandamentului bombardierelor a fost aprobată de guvernul Regatului Unit în 1941, iar la începutul anului 1942 a fost emisă „Directiva bombardamentelor regionale” iar mareșalul aerului Arthur „Bomber” Harris a primit sarcina să ducă la îndeplinire această sarcină și
2. Precizia raidurilor RAF a fost crescută printr-o mai bună pregătire a echipajelor, utilarea cu echipamente electronice de ghidare și dezvoltarea unor noi tactici, precum crearea unei forțe de dirijare, care aveau ca principală sarcină găsirea și marcarea țintelor pentru forța principală de bombardament.

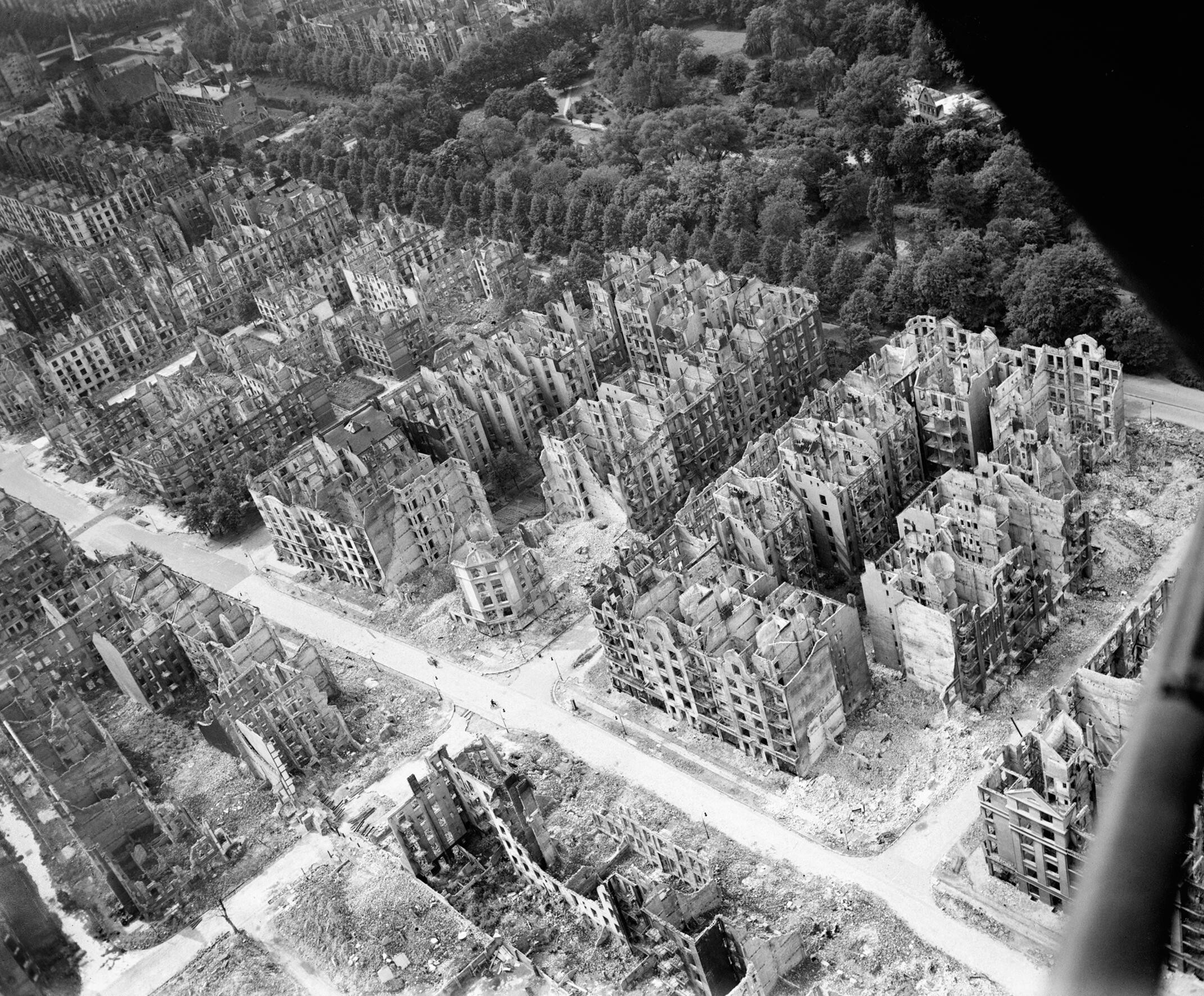
Blocuri de locuinţe din Hamburg, probabil în perioada 1944 - 1945

"Bomber" Harris, care a condus campania de bombardamente teroriste si care este considerat de unele organizatii pacifiste drept criminal de razboi, a spus „în lipsă de floretă, a fost folosită o bâtă”. Concepția lui în acel moment era aceea că, în ciuda dorinței de a executa bombardamente de precizie, nu exista capacitatea tehnică și umană pentru acest tip de acțiuni, și, în condițiile în care războiul nu părea să se termine curând, era necesar ca raidurile să se desfășoare în orice condiții. El a acceptat bombardamentele zonale, fiind conștient că vor fi uciși și mulți civili. Trebuia să se aleagă între bombardamentele zonale și renunțarea la bombardamente. A ales masacrarea civililor. În timpul raidurilor de bombardament zonal erau lansate cantități uriașe de bombe asupra zonelor cu activități industriale care erau de maximă importanță pentru efortul de război german. 
În timpul primelor luni ale campaniei de bombardament zonal a avut loc o dezbatere în cadrul guvernului britanic cu privire la modalitatea cea mai eficientă de folosire a resurselor limitate de care dispunea Anglia pentru asigurarea continuării războiului cu Germania. Trebuia să se ia o hotărâre cu privire la reducerea resurselor alocate RAF în favoarea creșterii celor alocate armatei terestre și marinei, sau, dimpotrivă, trebuia să fie crescute raidurile de bombardamente strategice. Consilierul științific al guvernului britanic F.W. Lindemann a susținut o opinie susținută de mai mulți membri cheie ai cabinetului, conform căreia bombardamentele teroriste zonale sunt cele mai eficiente căi de reducere a moralului populației, dislocare a forței de muncă  și de scădere a producției de război. 
După mai multe discuții, a fost adoptată o poziție care favoriza bombardamentele strategice, care au rămas o componentă principală a efortului de război britanic până la sfârșitul războiului. O bună parte a producție industriale britanice a fost direcționată pentru crearea unei flote uriașe de bombardiere grele. Prin acest efort de amploare, alte ramuri vitale ale producției de război au suferit prin subdimensionarea resurselor. Până în 1944, efectele bombardamentelor strategice asupra producției germane de război au fost neașteptat de reduse. Cu toate acestea, britanicii au apreciat că nu există altă cale de a exercita presiuni asupra industriei militare germane. 
Dezorganizarea sistemului de transport german a atins cote ridicate. În ciuda eforturilor germanilor de minimizare a pierderilor de producție prin dispersarea unităților industriale și prin folosirea pe scară largă a muncii sclavilor din lagărele de concentrare, regimul nazist nu a fost capabil să asigure o aprovizionare corespunzătoare a frontului cu materiale militare, muniții și armament. Aviația militară germană a fost slăbită constant, astfel că la mijlocul anului 1944, Aliații aveau superioritatea aeriană pe timpul zilei, ceea ce avea să se dovedească de importanță majoră în timpul Operațiunii Overlord – debarcarea din Normandia – și a celorlalte operațiuni de până la sfârșitul războiului.

### Atacurile americane
Pe la mijlocul anului 1942, Forțele Aeriene ale SUA (USAAF) și-au deplasat primele unități în Regatul Unit și au executat mai multe raiduri. În ianuarie 1943, la Conferința de la Casablanca, s-a căzut de acord ca operațiunile Comandamentului de bombardament RAF împotriva Germaniei să fie sprijinite de USAAF într-o ofensivă combinată numită Operațiunea Pointblank. Mareșalul britanic al aerului  Sir C Portal a primit comanda operațiunilor reunite americano-britanice. Ordinul primit menționa că: „Obiectivul dumneavoastă fundamental va fi distrugerea și dislocarea progresivă a sistemului militar, industrial și economic german și subminarea si terorizarea poporului german până la punctul în care capacitatea lor de rezistență aramată este slăbită mortal”. La începutul operațiunii comune americano-britanice de pe 4 martie 1943, flota de bombardiere era formată din 669 de aparate RAF și 303 USAAF. 
În timpul operațiunilor din Europa, aparatele de zbor americane au efectuat raiduri pe timp de zi, iar încărcătura lor era mai mică decât cea a avioanelor britanice, în principal datorită volumului mai mare de armament defensiv aflat la bord. Liderii USAAF, stiind de masacrarea civililor, au declarat tot timpul că avioanele americane participă doar la raiduri de bombardament de precizie, care vizează doar ținte militare și au refuzat să recunoască că au fost executate și bombardamente zonale împotriva țintelor civile. În realitate, bombardamentele de zi erau „de precizie” doar în sensul că cele mai multe bombe explodau în apropierea unor ținte militare. În mod convențional, forțele aeriene americane denumeau „zona de țintă” un cerc cu o rază de 1.000 ft (aproximativ 305 m) în jurul punctului central de atac. În ciuda îmbunătățirii evidente a precizie lansării de bombe de-a lungul războiului, studiile de specialitate au demonstrat că doar aroximativ 20% din bombele americanilor au explodat în „zona de țintă”.În toamnea anului 1944, doar 7% din toate bombele lansate de americani au căzut în interiorul cercului de 1.000 de picioare. 
Până în cele din urmă, cantitatea mare de bombe lansate ziua și noapte asupra Germaniei au reușit în cele din urmă să producă pagube însemnate și, cel mai important din punctul de vedere militar 
Nevertheless, the sheer tonnage of explosive delivered by day and by night was eventually sufficient to cause widespread damage, and, more importantly from a military point of view, forced Germany to divert resources to counter it. This was to be the real significance of the Allied strategic bombing campaign—resource allocation. 
Operațiunile SUA au început cu atacuri din cadrul Operațiunii Pointblank, gândite să elimine obiective economice importante germane. Misiunile aeriene împotriva orașelor Schweinfurt și Regensburg s-au dovedit catastrofale pentru Armatei a 8-a a aerului a USAAF. Total lipsite de avioanele de escortă, bombardierele americane au fost atacate de avioanele de vânătoare germane, care le-a provocat atacatorilor pierderi uriașe. Americanii și-au oprit operațiunile aeriene până când a fost găsit un avion de vânătoare cu rază lungă de acțiune. Acesta s-a dovedit a fi „P-51 Mustang”, care era capabil să zboare din Anglia până deasupra Berlinului și înapoi. 
După sosirea în Europa a Armatei a 15-a aeriene americane cu baza în Italia, Comandamentul USAF s-a transformat în „Forțele aeriene strategice ale SUA” (USSTAF). Ofensiva combinată a bombardierelor americano-engleze a fost reluată. Noul obiectiv al aliaților a fost distrugerea capacităților de luptă și de producție a Luftwaffe. În operațiunea cunoscută „Big Week” (20 - 25 februarie 1944), pierderile germane au fost atât de grele, încât planificatorii germani au fost nevoiți să împrăștie producția industrială în toată țara, iar aviația de vânătoare de zi germană nu și-a mai revenit până la terminarea războiului. 

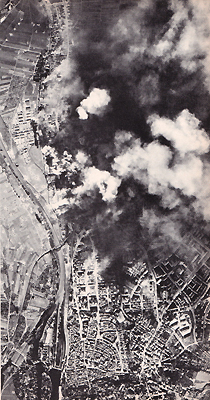
Raidul USAAF asupra fabricii de rulmenţi din Schweinfurt, 1943

Pe 27 martie 1944, generalul american Dwight D. Eisenhower, Comandantul suprem aliat, a primit prin ordin de zi comanda asupra tuturor forțelor aliate din Europa, inclusiv asupra bombardierelor strategice. Generalul american a delegat responsabilitățile sale mareșalului britanic al aerului Arthur Tedder. Această numire a fost privită cu neîncredere de figuri importante ale aliaților, precum Winston Churchill, Harris și Carl Spaatz, dar până în cele din urmă a fost acceptată pe 1 aprilie 1944. Când Ofensiva combinată a bombardierelor a încetat pe 1 aprilie, piloții aliați erau pe punctul de a cuceri superioritatea aeriană pe cerul întregii Europe. Deși raidurile de bombardament strategic au mai continuat cu o intensitate scăzută, atenția principală a USAAF și RAF era îndreptată în principal spre sprijinirea din punct de vedere tactic a debarcării din Normandia. Din luna septembrie însă, bombardamentele strategice au redevenit misiunea prioritară a USAAF.
Atacurile combinate ale aliaților – ale americanilor pe timp de zi și ale britanicilor pe timp de noapte – asupra zonelor civile germane, în principal asupra Ruhrului, erau urmate de atacuri directe împotriva orașelor germane – Hamburg, Kassel, Pforzheim, Mainz și poate cel mai criticat, Dresda.  

### Eficiența bombardamentelor strategice
În ciuda susținerii de către militari sau politicieni, bombardamentele strategice au fost criticate datorită eficienței scăzute, dar și din considerente morale, datorită numărului mare de victime din rândul civililor. 
Un studiu din 1946 din Statele Unite a determinat că producția germană de avioane, oțel, blindate și din alte sectoare vitale pentru armată a crescut enorm de mult, în ciuda bombardamentelor strategice. Totuși, creșterea de producției germane a fost mult mai mică decât potențialul real, și mult mai mică decât în cazul celei americane și britanice. Mai mult chiar, o bună parte a produselor finite germane nu au reușit să ajungă pe front datorită dezorganizării transporturilor cauzate de bombardamente. Tancurile ajunse pe frontul de vest în 1944 au fost tractate cu boii datorită lipsei de combustibil. 
Atacurile împotriva producției de petrol, benzină și uleiuri și asupra fabricilor de tancuri au adus o contribuție de primă importanță la înfrângerea Germaniei. 
Albert Speer a recunoscut de mai multe ori, atât în timpul cât și după încheierea războiului, că bombardamentele aliate au provocat probleme cruciale producției germane de război. Un exemplu special vine de la amiralul Karl Dönitz, comandantul submarinelor germane, care a notat în memoriile sale că neintrarea în serviciul activ a ultramodernului submarin „tip XXI”, care ar fi schimbat în mod dramatic luptele din timpul bătăliei Atlanticului, a fost în întregime rezultatul bombardamentelor strategice aliate. Pe de altă parte, „United States Strategic Bombing Survey” a ajuns la concluzia că întârzierea introducerii în luptă a noului tip de sumbarin nu poate fi atribuită atacurilor aeriene. 
Neînțelegerile cu privire la eficiența bombardamentelor strategice au apărut din cauza faptului de necontestat că producția industrială germană a crescut constant de-a lungul războiului. Deși această creștere este evidentă, ritmul ei este mai scăzut decât ritmurile creșterilor producției industriale din SUA, Regatul Unit, Uniunea Sovietică, Canada și Australia. Ar mai trebui spus că, de-a lungul întregului război, industria germană nu a trecut la munca în trei schimburi, o asemenea schimbare putând să tripleze producția fără vreo schimbare a infrastructurii.

### Efectul asupra moralului
În ciuda faptului că bombardamentele teroriste erau menite să „înfrângă voința inamicului”, rezultatul era de multe ori exact cel opus. Britanicii nu s-au prăbușit sub tonele de bombe al Blitz-ului și a altor raiduri aeriene din timpul războiului. Muncitorii britanici au continuat să lucreze întregului război, asigurând necesarul de alimente, materiale militare, arme și muniție. 
În Germania, moralul nu s-a prăbușit ca urmare a campaniei de masacrare prin bombardamente, care a fost mult mai cuprinzătoare, cu efecte economice mai puternice și dusă pe o perioadă mult mai mare de timp decât campania de bombardament suportată de britanici. În plus, germanii au făcut o diferență clară între comportament și morală. La fel ca și în cazul Japoniei, în Germania nu au izbucnit revolte care să ceară capitularea, iar muncitorii germani au menținut cu stoicism producția industrială la cele mai înalte niveluri posibile. Numeroși germani, în special femei și copii, au fost evacuați din orașe în ultimele faze ale războiului. O parte dintre muncitorii germani a fost înlocuită de prizonieri sau de prizonierii din lagărele de concentrare, păziți cu severitate de gărzi SS. Cei mai mulți muncitori germani au rămas la posturile lor din fabrici, în vreme prizonierii și sclavii au lucrat în uzinele din lagăre sau din apropierea lagărelor de concentrare. 

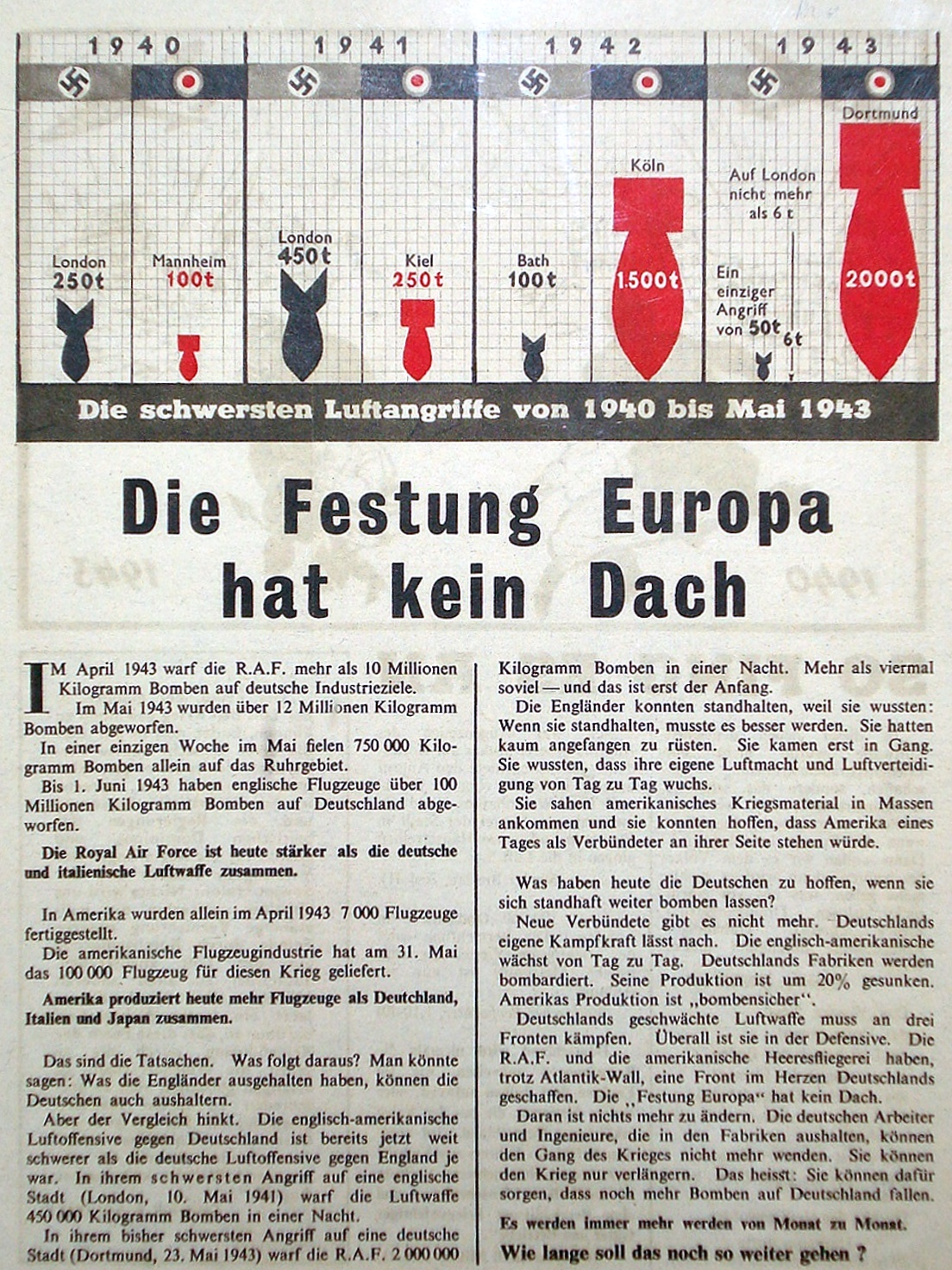
Fluturaş de propagandă lansat de RAF după un raid asupra oraşului Essen

### Statistice bombardamentelor aliate 1939 – 1945[21]
|         | Misiuni | Pierderi |
| ------- | ------- | -------- |
| Noaptea | 297.663 | 7.449    |
| Ziua    | 66.851  | 876      |

| Anul  | Comandamentul bombardierelor RAF (tone) | Forța aeriană a 8-a SUA (tone) |
| ----- | --------------------------------------- | ------------------------------ |
| 1939  | 31                                      | —                              |
| 1940  | 13.033                                  | —                              |
| 1941  | 31.504                                  | —                              |
| 1942  | 45.561                                  | 1.561                          |
| 1943  | 157.457                                 | 44,165                         |
| 1944  | 525.518                                 | 389.119                        |
| 1945  | 191.540                                 | 188.573                        |
| Total | 964.644                                 | 623.418                        |

## Asia

### Atacurile japoneze

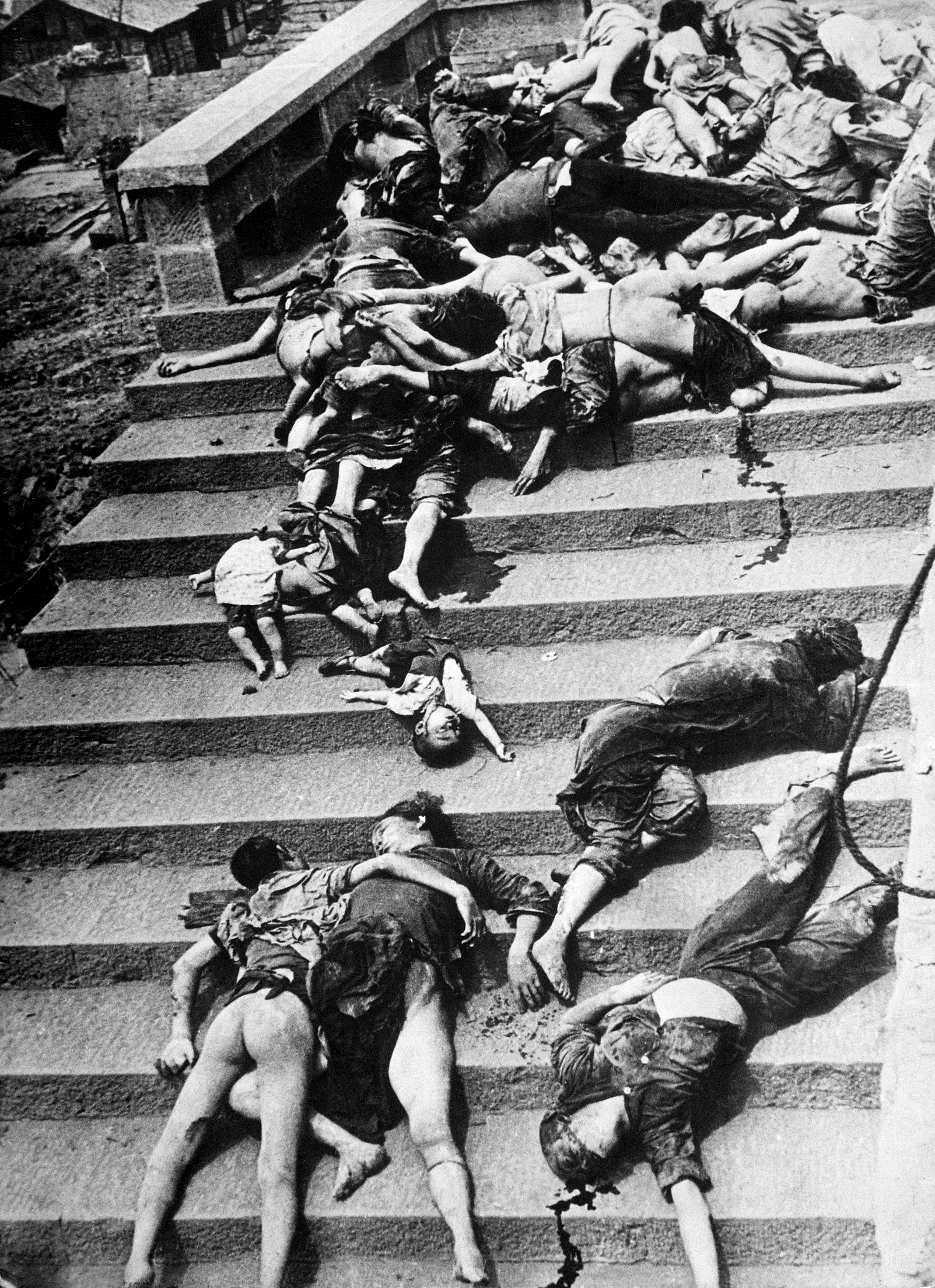
Victime ale panicii din timpul unui raid aerian japonez împotriva oraşului chinezesc Chongqing.

Bombardamentele strategice japoneze au fost executate în mod independent de „Serviciul Aerian al Marinei Imperiale” și de „Serviciul Aerian al Armatei Imperiale”. Cele aproximativ 5.000 de raiduri au fost executate în special împotriva orașelor chinezești precum Shanghai, Wuhan sau Chonging, în perioada 1938 – 1943. 
Bombardamentele teroriste asupra orașelor Nanjing și Canton de pe 22 - 23 septembrie 1937 a dus la condamnarea publică a Japoniei în cadrul Ligii Națiunilor. Lordul  Cranborne, subsecretarul de stat al Ministerului Afacerilor Externe britanic, și-a exprimat indignarea cu privire la aceste bombardamente declarând: „Cuvintele nu pot exprima sentimentele de profundă oroare cu care au fost primite veștile despre aceste raiduri de către întreaga lume civilizată. Ele au fost deseori îndreptate împotriva unor locuri depărtate de zona efectivă de ostilități. Obiectivele militare, acolo unde există, par să ocupe un loc absolut secundar. Pare că obiectivul principal a fost să inspire teroare prin măcelărirea nediscriminatorie a civililor…” 
Japonezii au executat raiduri de bombardament împotriva Filipinelor și nordului Australiei. Serviciul Aerian al Marinei Imperiale Japoneze a executat bombardamente tactice împotriva aeroporturilor și facilităților portuare inamice, precum Atacul de la Pearl Harbor. Serviciul Aerian al Armatei Imperiale Japoneze a efectuat atacuri împotriva vaselor și instalațiilor militare inamice. 

### Atacurile SUA împotriva Japoniei
| Orașul japonez | Distrugeri din suprafața totală % |
| -------------- | --------------------------------- |
| Toyama         | 99,0                              |
| Fukui          | 86,0                              |
| Tokushima      | 85,2                              |
| Fukuyama       | 80,9                              |
| Kofu           | 78,6                              |
| Kuwana         | 75,0                              |
| Hitachi        | 72,0                              |
| Nara           | 69,3                              |
| Tsu            | 69,3                              |
| Okayama        | 68,9                              |
| Mito           | 68,9                              |
| Takamatsu      | 67,5                              |
| Shizuoka       | 66,1                              |
| Tsuruga        | 65,1                              |
| Hachioji       | 65,0                              |
| Nagaoka        | 64,9                              |
| Maebashi       | 64,2                              |
| Matsuyama      | 64,0                              |
| Imabari        | 63,9                              |
| Gifu           | 63,6                              |
| Kagoshima      | 63,4                              |
| Toyohashi      | 61,9                              |
| Hamamatsu      | 60,3                              |
| Yokohama       | 58,0                              |
| Isesaki        | 56,7                              |
| Ichinomiya     | 56,3                              |
| Kobe           | 55,7                              |
| Kōchi          | 55,2                              |
| Kumagaya       | 55,1                              |
| Tokyo          | 51,0                              |
| Akashi         | 50,2                              |
| Wakayama       | 50,0                              |
| Himeji         | 49,4                              |
| Hiratsuka      | 48,4                              |
| Tokuyama       | 48,3                              |
| Sakai          | 48,2                              |
| Saga           | 44,2                              |
| Choshi         | 44,2                              |
| Utsunomiya     | 43,7                              |
| Numazu         | 42,3                              |
| Shimizu        | 42,0                              |
| Kure           | 41,9                              |
| Sasebo         | 41,4                              |
| Ujiyamada      | 41,3                              |
| Chiba          | 41,0                              |
| Nagoya         | 40,0                              |
| Ōgaki          | 39,5                              |
| Shimonoseki    | 37,6                              |
| Kawasaki       | 36,2                              |
| Omuta          | 35,8                              |
| Osaka          | 35,1                              |
| Yokkaichi      | 33,6                              |
| Omura          | 33,1                              |
| Okazaki        | 32,2                              |
| Kumamoto       | 31,2                              |
| Aomori         | 30,0                              |
| Ōita           | 28,2                              |
| Miyakonojō     | 26,5                              |
| Miyazaki       | 26,1                              |
| Nobeoka        | 25,2                              |
| Fukuoka        | 24,1                              |
| Moji           | 23,3                              |
| Sendai         | 21,9                              |
| Yawata         | 21,2                              |
| Ube            | 20,7                              |
| Amagasaki      | 18,9                              |
| Nishinomiya    | 11,9                              |

Bombardamentele strategice americane împotriva Japoniei au avut loc între 1942 și 1945. În ultimele șapte luni ale campaniei, accentul pus pe folosirea bombelor incendiare a dus la distrugeri de mari proporții a 67 de orașe japoneze și moartea a 500.000 de civili. Peste 5 milioane de  niponi au rămas pe drumuri, fără locuință. 
Se crede că împăratul Hirohito a hotărât să se implice activ în procesul de pace care a culminat cu capitularea Japoniei după o vizită a zonelor distruse de bombardamentul american din martie 1945 asupra capitalei Tokyo.

#### Bombardamentele convenționale

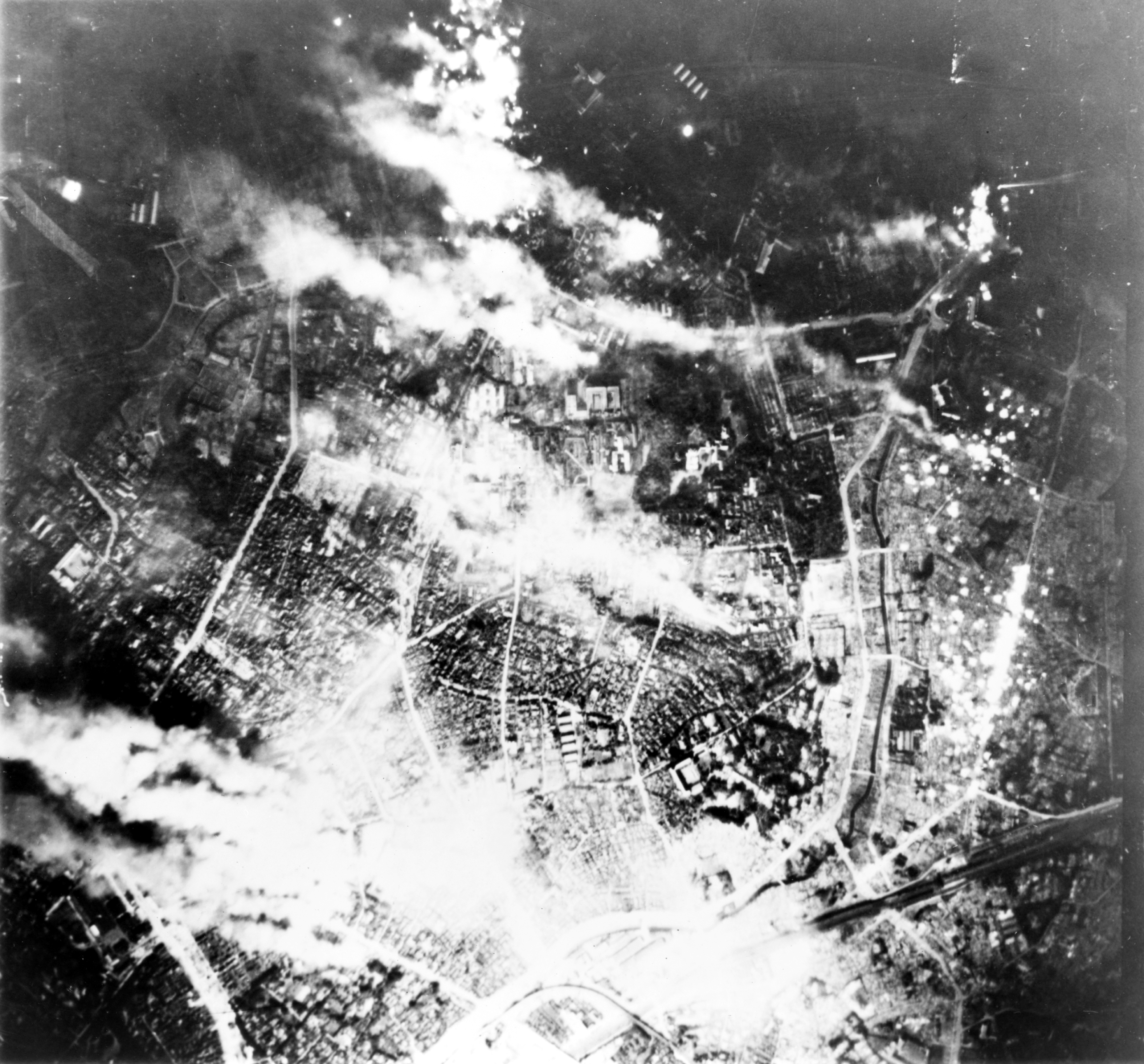
Tokyo în flăcări, după bombardamentul din 26 mai 1945

Primul bombardament american împotriva principalei insule a arhipelagului nipon, Raidul Doolittle, a avut loc pe 18 aprilie 1942, când 16 bombardiere de tip „B-25 Mitchell” au decolat de pe portavionul USS Hornet (CV-8) pentru a ataca ținte din Yokohama și Tokyo, urmând să aterizeze pe aeroporturi din China. Acest raid a avut rezultate militare nesemnificative, dar a fost folosit din plin de propaganda americană. Bombardierele americane au decolat mai înainte de a se fi apropiat suficient de mult de ținte și, cu excepția unui singur aparat care a reușit să aterizeze în URSS, niciunul dintre ele nu a reușit să ajungă pe aeroporturile chinezești, prăbușindu-se sau aterizând forțat. Două dintre echipajele americane au fost luate prizoniere de către japonezi. 
Bombardamentele asupra Japoniei au folosit în principal avioane B-29 Superfortress, care aveau rază de acțiune de 2.400 km. Aproape 90% din cantitatea de bombe lansate împotriva arhipelagului nipon, (aproximativ 147.000 t) au fost lansate de acest tip de bombardier. Primul raid împotriva Japoniei al unor B-29 decolate din China a avut loc pe 15 iunie 1944. avioanele au decolat din Chengdu. Acest prim raid nu a fost important din punct de vedere militar. Doar 47 din cele 68 de avioane care au decolat au reușit să ajungă în zona de bombardament. Patru dintre ele au avut probleme tehnice, patru s-au prăbușit, șase au fost obligate să-și lanseze bombele în afara zonelor de bombardament datorită unor probleme mecanice, iar altele au bombardat ținte lipsite de importanță sau au ratat orice țintă. Doar un singur avion B-29 a fost doborât de apărarea japoneză. Primul raid al bombardierelor atacând din vestul Japoniei a fost cel de pe 24 noiembrie 1944, care a avut ca obiectiv orașul Tokyo. Bombele au fost lansate de la o înălțime de 10.000 m, doar aproximativ 10% din ele atingându-și ținta. 
Primele raiduri au fost executate de „Forța aeriană a a20-a”, care acționa de pe aeroporturi din China continentală. Misiunile executate de avioanele americane de pe aeroporturile chinezești erau foarte dificil de executat din mai multe motive. Primul ar fi fost acela al aprovizionării foarte dificile, care se făcea doar pe calea aerului, pe o rută care traversa Himalaya din India. Altul ar fi fost acela ca bombardierele operau la limita razei lor de acțiune și tehnicienii erau obligați să  monteze rezervoare suplimentare, ceea ce scădea capacitatea de transport a bombelor. Când campania americană de cucerire a insulelor ocupate de japonezi i-a adus pe aliați suficient de aproape de metropolă, în raza de acțiune a avioanelor B-29, majoritatea misiunilor de bombardament s-au mutat pe aeroporturile de pe aceste insule. Folosind bazele din Insulele Mariane (Guam și în special Tinian), bombardierele americane erau capabile să atingă țintele japoneze având la bord întreaga lor încărcătură de bombe. 
Spre deosebire de forțele de pe alte teatre de luptă, Comandamentele bombardierelor nu era subordonat comandanților teatrelor de război ci direct Șefilor Reuniți de Stat Major. În martie 1945, aceste comandamente au fost plasate sub comanda Forțelor aeriene strategice ale SUA din Pacific, aflat sub comanda generalului Carl Spaatz.
La fel ca în timpul războiului din Europa, Forțele Aeriene al SUA (USAAF) au încercat execute bombardamente de precizie de zi. Condițiile meteo din regiunea insulelor Japoniei nu au permis însă executarea acestor tipuri de bombardament – bombele lansate de la mare altitudine erau purtate de curenții puternici la mare distanță de ținte. Generalul LeMay, comandantul Comandamentului al 21-lea al bombardierelor, a hotărât să se treacă la bombardamente masive cu bombe incendiare de la altitudinea de aproximativ 2.100 m a principalelor aglomerări urbane ale orașelor Tokyo, Nagoya, Osaka și Kobe. În ciuda unor succese limitate inițiale, în special împotriva orașului Nagoya, LeMau a fost hotărât să folosească aceste tactici de bombardament împotriva orașelor japoneze vulnerabile la incendii. Atacurile asupra țintelor strategice au continuat prin intermediul raidurilor de zi la altitudine mică. 
Primul raid important cu bombe incendiare a fost atacul împotriva orașului Kobe din 3 februarie 1945 și, după ce s-a constatat că bombardamentul a avut rezultate mulțumitoare, (aproape jumătate dintre fabricile principale a fost distrusă, iar producția unui dintre șantierele navale ale orașului a fost redusă cu peste 50%), USAAF a hotărât să extindă acest tip de atac. 
Planificatorii militari au hotărât să îndepărteze o bună parte a blindajelor și armamentului de bord a bombardierelor pentru a permite creșterea masei de bombe transportate. Apărarea antiaeriană niponă era lipsită de avioane de vânătoare de noapte și tunuri antiaeriene eficiente. Primul raid cu arme incendiare împotriva orașului Tokyo a avut loc în noaptea de 23 – 24 februarie 1945, când 174 de avioane B-29 au distrus cam 3 km² din oraș. Acest atac a fost considerat un succes și pe 9 – 10 martie, 334 de B-29 au lansat în jur de 1.700 t de bombe asupra capitalei nipone. De această dată, aproximativ 41 km² din oraș au fost distruse și peste 100.000 de civili au murit în timpul incendiilor. Cele mai mari pagube s-au înregistrat în zonele aflate la răsărit de Palatul Imperial. Acesta a fost cel mai distrugător raid convențional din întreaga istorie. Capitala niponă avea foarte multe clădiri făcute din materiale combustibile (lemn și hârtie), iar metodele de luptă cu focul nu s-au ridicat la înălțimea cerințelor. Incendiile au scăpat de sub control, apa din canale a început să fiarbă, iar cvartale întregi de clădiri s-au aprins din cauza căldurii. Efectele bombardamentului au justificat temerile amiralului Yamamoto care spunea în 1939: „Orașele japoneze, făcute din lemn și hârtie, vor arde foarte ușor. Armata se laudă, dar dacă vine războiul și vor fi raiduri aeriene de mare amploare, nu se poate spune ce se va întâmpla”.
În următoarele două săptămâni, au urmat aproape 1.600 de misiuni executate împotriva a altor patru orașe, care au dus la distrugerea a aproximativ 80 km² de zone construite. Americanii au pierdut doar 22 de bombardiere. Până în iunie, aproape 40% din zonele construite ale celor mai mari șase orașe ale Japoniei (Tokyo, Nagoya, Kobe, Osaka, Yokohama șiKawasaki) au fost devastate. Flota de bombardiere comandată de LeMay, aproximativ 600 de avioane, a distrus mai multe zeci de orașe și centre industriale mici în săptămânile și lunile care au urmat. 
Deasupra orașelor care urmau să fie bombardate au fost lansate fluturași prin care populația civilă era avertizată să evacueze localitatea. Deși s-a spus că aceasta era doar o formă a războiului psihologic, se pare că decizia a fost luată în principal pentru liniștirea conștiinței americanilor, șocați de amploarea distrugerilor provocate de noile tactici de bobardament. 
La un an de la război, „Inspecția Bombardamentelor Strategice” (Strategic Bombing Survey) a USAAF a raportat că puterea bombardamentelor strategice combinată cu blocada navală și victoriile militare aliate au fost subestimate în lupta pentru obținerea capitulării necondiționate a Japoniei fără organizarea unei invazii a insulelor metropolitane. Până în iulie 1945, fuseseră lansate doar o parte a  forței planificată de avioane de bombardament fuseseră deplasate spre Japonia și mai existau doar puține ținte care să merite să fie atacate. 
Analizele postbelice s-a demonstrat că ar fi fost mai eficient să fie folosite avioanele decolate de pe aeroporturile terestre și cele de pe portavioane pentru atacarea vaselor comerciale și dacă operațiunile de minare cu ajutorul avioanelor a apelor teritoriale nipone ar fi început mai devreme, pentru a crește eficiența atacurilor submarinelor aliate. Astfel de acțiuni ar fi dus la izolarea completă a Japoniei, o națiune insulară, lipsită de resurse importante de materii prime, și ar fi dus la terminarea mai rapidă a războiului. Un raport postbelic al „Laboratorului armamentului  marinei militare americane”, (Naval Ordnance Laboratory) a ajuns la concluzia că minele navale lansate de avioanele B-29 au provocat aproximativ 60% din totalul pierderilor vaselor comerciale nipone din ultimele șase luni ale războiului. În aprilie 1945, prințul Fumimaro Konoe a afirmat că scufundarea vaselor japoneze de transport de către atacurile avioanelor americane, combinate cu minarea rutelor navale de către bombardierele B-29 au fost cel puțin la fel de eficiente precum atacurile bombardierelor împotriva țintelor industriale.

#### Bombardamentele nucleare

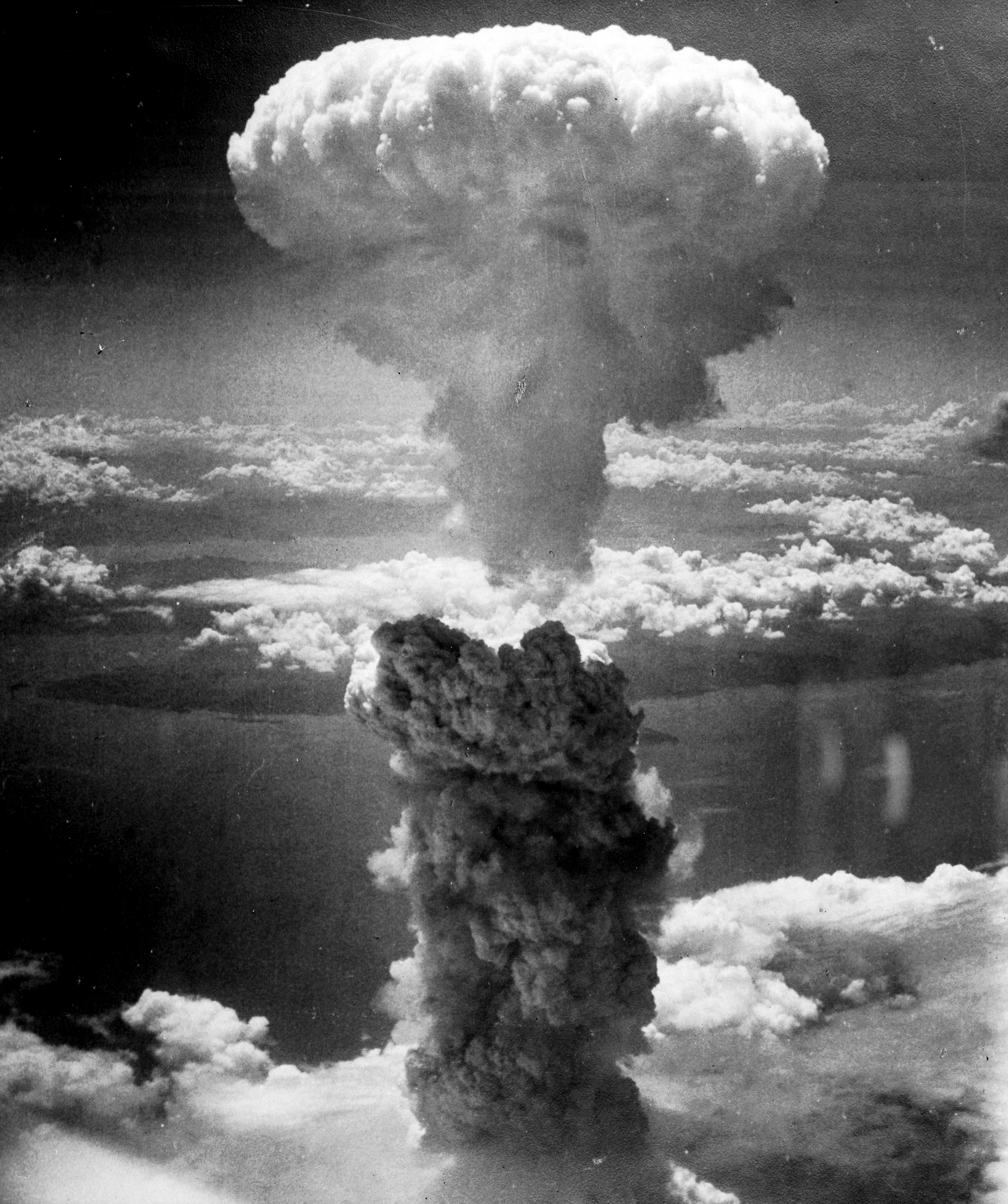
Ciuperca nucleară a bombei nucleare lansate asupra oraşului Nagasaki. Ciuperca s-a înălţat la aproximativ 18 km deasupra hipocentrului exploziei

Bombardamentele atomice de la Hiroshima și Nagasaki au fost atacuri nucleare executate de Statele Unite ale Americii în timpul celui de-al doilea război mondial împotriva Imperiului Japonez, în timpul mandatului președintelui Harry S. Truman. După șase luni de bombardamente strategice intense a 67 de orașe nipone, pe 6 august 1945, a fost lansată asupra orașului Hiroshima bomba nucleară cu uraniu îmbogățit „Little Boy”, iar pe 9 august a fost lansată asupra orașului Nagasaki bomba nucleară cu plutoniu „Fat Man”. Acestea au fost singurele bombe nucleare folosite în luptă de-a lungul istoriei. 
Aproximativ 140.000 de oameni din Hiroshima și alți  80.000 din Nagasaki au fost uciși de cele două explozii nucleare până la sfârșitul anului 1945, din care jumătate au murit în momentul exploziei. 
După august 1945, mai multe mii de oameni au murit din cauza rănilor sau bolilor provocate de radiere. În ambele orașe, majoritatea copleșitoare a victimelor au format-o civilii.
Pe 15 august 1945, Japonia a anunțat capitularea necondiționată în fața Aliaților,  semnând actele capitulării pe 2 Septembrie același an, eveniment care a pus capăt în mod oficial războiului. Experiența bombardamentelor nucleare a făcut ca Japonia să adopte  cele trei principii nenuclere.
| Oraș      | Zone distruse % |
| --------- | --------------- |
| Hiroshima | 90              |
| Nagasaki  | 45              |